# مانو هيرناندو
مانو هيرناندو (بالإسبانية: Manu Hernando)‏ هو لاعب كرة قدم إسباني، ولد في 19 يوليو 1998 في بالنثيا في إسبانيا. لعب مع ريال مدريد كاستيا.

## وصلات خارجية
- مانو هيرناندو على موقع قاعدة بيانات كرة القدم.إي يو (الإنجليزية)
- مانو هيرناندو على موقع Soccerway.com (الإنجليزية)